# Microchirita oculata
Microchirita oculata là một loài thực vật có hoa trong họ Tai voi (Gesneriaceae). Loài này có ở Thái Lan (Prachin Buri); được William Grant Craib mô tả khoa học đầu tiên năm 1930 dưới danh pháp Chirita oculata. Năm 2011, A.Weber & D.J.Middleton chuyển nó sang chi Primulina.